# 한수풀도서관
한수풀도서관은 대한민국 제주특별자치도에 있는 공공도서관이다.

## 연혁
북제주교육청(지금의 제주특별자치도 제주시교육청)이 1990년에 개관하였다. 1999년 도서관을 개축하였으며, 이듬해인 2000년에는 야외 산책로를 완공하였다. 2002년 제주도교육청(지금의 제주특별자치도교육청) 평생학습관으로 지정되었고, 2005년 어린이자료실을 개설하였다.
2006년 제주도가 제주특별자치도가 되고, 제주도의 하위행정기관이었던 제주시와 북제주군, 서귀포시와 남제주군이 각각 특별자치도의 행정시인 제주시와 서귀포시로 개편되면서, 제주도교육청과 하위교육행정기관인 제주시교육청·북제주교육청·서귀포교육청의 3청으로 구성된 제주 지역의 교육행정기구도 제주특별자치도교육청과 제주특별자치도 제주시교육청·서귀포시교육청의 2청으로 개편되었다. 이에 따라 북제주교육청 소속이었던 한수풀도서관은 제주시교육청 소속이 되었다.
2013년 1월에는 제7대 양준혁 관장이 취임하였다.

## 현황

### 소장 자료
2013년 12월 현재 도서는 도서 97,346책, 비도서 1,169점을 소장하고 있다.

### 시설
도서관 건물은 지하 1층, 지상 3층 규모로 제주특별자치도 제주시 한림읍 한림상로 240-11에 위치하고 있다. 구체적인 자료실 및 편의시설 배치는 다음과 같다.
- 지하 1층 : 홀
- 1층 : 신문자료실·평생교육실, 제2열람실·장애인열람실
- 2층 : 어린이자료실, 제1열람실
- 3층 : 종합자료실, 실외독서실

## 이용

### 이용 시간
- 자료실 : 09:00 ~ 18:00
- 열람실 : 3월 ~ 10월 07:00 ~ 22:00, 11월 ~ 2월 08:00 ~ 21:00
- 휴관일 : 공휴일, 매주 월요일, 개관기념일(12월 3일), 12월 31일

### 회원 자격
- 제주특별자치도 제주시 한림읍에 주민등록이 되어 있는 읍민
- 제주특별자치도 제주시 한림읍에 직장을 둔 자

### 자료 대출 규정
- 대출자격 : 회원증을 소지한 본인에 한해 도서 대출
- 대출권수 : 1인 5책
- 대출기한 : 15일(대출일 포함)